# Varney
Varney is een Franse plaats en voormalige gemeente in het departement Meuse in de regio Grand Est.
Op 1 januari 1973 fuseerde Varney met Bussy-la-Côte en Mussey tot de gemeente Val-d'Ornain.
Bussy-la-Côte · Mussey · Varney